# Габріель Боканхель
Габріель Бока́нхель-і-Унсуе́та (ісп. Gabriel Bocángel y Unzueta; 1603—1658) — драматург і поет іспанської золотої доби.

## З біографії
Народився в Мадриді 1603 року як восьмий син королівського сімейного лікаря Ніколаса Боканхеля, або Боканхеліно, і Терези де Унсуета-і-Рібера, які одружилися 25 квітня 1588 року в Толедо. Він був охрещений 24 березня в парафіяльній церкві Сан-Мартін, що навпроти його будинку. Його дід по батьковій лінії, П'єтро Боканхеліно, аптекар, купець і міняйло, був генуезцем за походженням, переїхав до Толедо за часів Карла V, де започаткував сімейний бізнес з експорту вовни.
Розпочав своє навчання в Толедо, де закінчив гімназію в 1613 році, після чого вступив до університету того ж міста для вивчення канонів. У 1617 році вступив до Університету Алькала-де-Енарес,, де здобув ступінь бакалавра канонічного права (Bachiller in jure canonico), який йому було присвоєно 18 квітня 1618 року. Служив бібліотекарем кардинала-інфанта Фердинанда. Він також служив бухгалтером і літописцем короля. 
З 1619 року він став постійним членом Мадридської академії, одним з найвидатніших учасників якої він був протягом понад десятиліття, незважаючи на удар, спричинений ранньою смертю його батька 11 січня 1622 року.Як поет академії, він брав участь у змаганнях, де зрівнявся з такими геніями, як Лопе де Вега та Луїс де Гонгора. Іспанський король Філіп IV призначив йому довічну пенсію.
Він був першим драматургом, який запровадив у театральних виставах музику, таким чином створивши жанр, який віддалено нагадує сарсуелу.
Його вірші можна розділити на дві основні групи: Liras Humanas та Liras Sagradas , тобто світські та релігійні.